# Roumagne
Roumagne – miejscowość i gmina we Francji, w regionie Nowa Akwitania, w departamencie Lot i Garonna.
Według danych na rok 1990 gminę zamieszkiwało 531 osób, a gęstość zaludnienia wynosiła 50 osób/km² (wśród 2290 gmin Akwitanii Roumagne plasuje się na 690. miejscu pod względem liczby ludności, natomiast pod względem powierzchni na miejscu 1020.).